# Samoatriller
De samoatriller (Lalage sharpei) is een zangvogel uit de familie Campephagidae (rupsvogels). Deze vogel is genoemd naar de Britse ornitholoog Richard Bowdler Sharpe.

## Verspreiding en leefgebied
Deze soort is endemisch op Samoa en telt twee ondersoorten:
- L. s. sharpei: Upolu.
- L. s. tenebrosa: Savai'i.

## Status
De grootte van de populatie is niet gekwantificeerd maar de soort wordt omschreven als schaars. Het verspreidingsgebied is klein en de soort gaat achteruit door habitatverlies. Op de Rode lijst van de IUCN heeft deze soort daarom de status gevoelig.